# Middle of Nowhere
Middle of Nowhere é o terceiro álbum de estúdio da banda Hanson, o primeiro lançado por uma gravadora comercial (em 1997), e responsável por tornar a banda conhecida internacionalmente. Vendeu dez milhões de cópias e ficou em primeiro lugar nas vendas por muito tempo. Contém o maior sucesso da banda, "MmmBop".

## Faixas
Todas as faixas por Isaac Hanson, Taylor Hanson e Zachary Hanson; composição adicional anotada.
1. "Thinking of You" – 3:13
2. "MMMBop" – 4:28
3. "Weird" (Desmond Child) – 4:02
4. "Speechless" (Stephen Lironi) – 4:20
5. "Where's the Love" (Mark Hudson, Sander Salover) – 4:13
6. "Yearbook" (Ellen Shipley) – 5:29
7. "Look at You" (Stephen Lironi) – 4:28
8. "Lucy" (Mark Hudson) – 3:35
9. "I Will Come to You" (Barry Mann, Cynthia Weil) – 4:11
10. "A Minute Without You" (Mark Hudson) – 3:55
11. "Madeline" (Cliff Magness) – 4:13
12. "With You in Your Dreams" – 3:56

Faixa bônus
- "Man From Milwaukee" — 3:38

## Créditos

### Banda
- Isaac Hanson - guitarra, vocal de apoio e vocal ("A Minute Without You").
- Taylor Hanson - Teclado, vocal.
- Zac Hanson - bateria, vocais de apoio e vocal ("Lucy").

### Músicos adicionais
- Stephen Lironi - baixo, guitarra, percusão, teclado.
- Peter Kent - violino.
- Carole Mukogawa - viola.
- John Wittenberg - violino.
- Michito Sanchez - percusão.
- Larry Corbett - violoncelo.
- Stive Richards - violoncelo.
- Ged Lynch - bateria, percusão.
- Nick Vincent - bateria.
- Endre Granat - violino.
- Abe Laboriel Jr. - bateria.
- David Campbell - condutor, String Arrangements.
- Abraham Laboriel - baixo.
- Neil Stubenhaus - baixo.
- B.J. Cole - Pedal Steel.
- Sandy Stein - teclado.
- Mark hudson - gaita de boca.
- Murray Adler - violino.
- Ronald McCartney - saxofone.
- Doug "Flava" Trantow - trombone

### Produção
- Produtor: Stephen Lironi exceto "MmmBop" e "Thinking of You": produzido pela Dust Brothers (John King E Michael simpson).
- Mixado por Tom Lord-Alge.
- Produção Executiva: Steven Greenberg.
- Direção: Christopher Sabec.
- Co-direção: Stirling Mcwaine (Triune Music Group, Los Angeles).
- Diretor de voz: Mark Hudson, Barry Man, Roger Love.
- Coordenação de produção: Jillian Bailey, Susan sauders.

## Premiações
Foi indicado ao Grammy de 1998 para:
- Artista revelação - Perdeu
- Gravação do ano por "MmmBop" - Perdeu
- Melhor performance pop de dupla ou grupo por "MmmBop" - Perdeu

## Presença em "Corpo Dourado Internacional"
Em 1998 a canção "I Will Come To You" foi incluída na trilha sonora internacional da novela "Corpo Dourado" de Antonio Calmon, exibida em 1998 pela TV Globo. Na trama a música foi tela da personagem "Lygia", interpretada pela atriz Fernanda Rodrigues

## Posições nas paradas

### Álbum
| Ano  | Posição na parada | Posição na parada | Posição na parada | Posição na parada | Certificação                                                                        |
| Ano  | EUA               | JP                | RU                | AUS               | Certificação                                                                        |
| ---- | ----------------- | ----------------- | ----------------- | ----------------- | ----------------------------------------------------------------------------------- |
| 1997 | 2                 | 10                | 1                 | 1                 | - RIAA: 4× Platina - Music Canada: 5× Platina - ARIA: 5× Platina - IFPI: 1× Platina |

### Singles
| Ano  | Single               | Melhor Posição | Melhor Posição | Melhor Posição | Melhor Posição | Melhor Posição | Melhor Posição | Melhor Posição | Melhor Posição | Melhor Posição | Melhor Posição | Melhor Posição | Melhor Posição | Melhor Posição | Melhor Posição | Melhor Posição | Melhor Posição |
| Ano  | Single               | EUA            | EUA Top 40     | RU             | CAN            | AUS            | ALE            | FRA            | IRL            | NZ             | NOR            | SUE            | FIN            | HOL            | AUT            | SUI            | BEL            |
| ---- | -------------------- | -------------- | -------------- | -------------- | -------------- | -------------- | -------------- | -------------- | -------------- | -------------- | -------------- | -------------- | -------------- | -------------- | -------------- | -------------- | -------------- |
| 1997 | "MMMBop"             | 1              | 1              | 1              | -              | 1              | 1              | 4              | 1              | 1              | 2              | 1              | 4              | 2              | 1              | 1              | 1              |
| 1997 | "Where's the Love"   | -              | 8              | 4              | -              | 2              | 52             | 37             | 14             | 5              | -              | 23             | 8              | 31             | 40             | 24             | 14             |
| 1997 | "I Will Come to You" | 9              | 18             | 5              | -              | 2              | 36             | 10             | 14             | 3              | 4              | 1              | 2              | 12             | 10             | 9              | 4              |
| 1998 | "Weird"              | -              | 32             | 19             | -              | 12             | -              | 80             | 22             | 10             | -              | 21             | 4              | 72             | -              | -              | -              |
| 1998 | "Thinking of You"    | -              | -              | 23             | -              | 6              | -              | -              | -              | 27             | -              | -              | 6              | -              | -              | -              | -              |